# 鮫島 (富士市)
鮫島（さめじま）は、静岡県富士市の大字。丁番を持たない単独町名である。住居表示は実施されていない。郵便番号は416-0934。
南部ブロック・田子浦地区に属する。

## 地理
市の南部、田子の浦港の西に位置する。旭化成富士支社の敷地が町域の大部分を占めており、旭化成の西側にはイオンタウン富士南が並んで立つ。この二つの施設を中心としたまとまった町域のほか、周囲に川成島や中丸と入り混じった数多くの飛地が点在する。町域の一部は駿河湾に面した海岸に及ぶ。

## 歴史
1889年（明治22年）の合併以前には富士郡鮫島村であった。古くは加島庄に属し、「佐目嶋」とも記された。『吾妻鏡』に治承4年（1180年）10月20日、富士川の戦いで印東次郎常義が「鮫島」に於て誅されたとの記述があるほか、同年8月20日には源頼朝の伊豆韮山での挙兵に、当地出身とみられる鮫嶋四郎宗家・宣親が馳せ参じた旨が記されている。
- 1889年（明治22年）3月1日 - 柳島村、前田村、田子村、中丸村、川成島村と合併し田子浦村の一部となる。
- 1955年（昭和29年）3月31日 - 新設合併により生れた富士市の一部となる。
- 1966年（昭和41年）11月1日 - 新設合併により生れた新・富士市の一部となる[7]。

## 世帯数と人口
2021年（令和3年）1月1日現在の、世帯数と人口は以下の通りである。
| 町丁 | 世帯数  | 人口    |
| ---- | ------- | ------- |
| 鮫島 | 613世帯 | 1,500人 |

## 小・中学校の学区
市立小・中学校に通う場合、学区は以下の通りとなる。
| 町丁 | 町内会                                     | 小学校               | 中学校               |
| ---- | ------------------------------------------ | -------------------- | -------------------- |
| 鮫島 | 柳島、中丸浜、小須、田子、鮫島、江川、前田 | 富士市立田子浦小学校 | 富士市立田子浦中学校 |

## 交通

### 道路
- 富士由比バイパス

### 路線バス
- 富士急静岡バス

## 施設
- 旭化成富士支社
- イオンタウン富士南
- 田子浦南郵便局
- 浜保育園